# Phare Baron Bliss
Le phare Baron Bliss (en espagnol : Faro Barón Bliss) ou phare du Fort George est un phare actif situé à l'entrée du port de Belize City Dans le District de Belize au Belize.
Le phare est exploité et entretenu par l'autorité portuaire de Belize.

## Histoire
Ce phare porte le nom du Baron Bliss  qui est connu pour n'avoir jamais mis les pieds sur les côtes du Belize, mais a été impressionné par la chaleureuse hospitalité de ses habitants. Il était un marin et un pêcheur qui a parcouru le monde à bord de son yacht le "Sea King". Le 9 mars 1926, le Baron Bliss décéda, laissant des instructions pour qu'il soit enterré dans une tombe en granit près de la mer, entourée d'une clôture en fer et d'un phare construit à proximité. C'est pourquoi ce monument a été construit (en souvenir de lui) et également à l'endroit où il se trouve aujourd'hui.
Il a été mis en service en 1885. C'est un mémorial en l'honneur de son bienfaiteur.
Il a notamment pour objectif de signaler le trafic aux bateaux se déplaçant à proximité, a également été utilisé à des fins publicitaires. Il est présenté sur l'une des boissons alcoolisées les plus populaires de Belikin appelée "The Lighthouse lager" . En retour, cela a placé l'image du phare sur des panneaux publicitaires, des sous-verres, des tasses, des tasses et d'autres articles promotionnels dans tout le pays du Belize. Il s’agit également d’une attraction touristique majeure au Belize pour ce qui est des visites touristiques. Il figurait au n ° 20 des 53 meilleures activités de Belize sur le site TripAdvisor.

## Description
Ce phare est une tour en béton de forme conique à claire-voie, avec une galerie et une balise de 15 m de haut. La tour est peinte en blanc avec une large bande rouge à sa base et à sa galerie. Il émet, à une hauteur focale d'environ 16 m, un éclat rouge par période de 5 secondes. Sa portée est de 8 milles nautiques (environ 15 km).
Identifiant : ARLHS : BLZ-014 - Amirauté : J5954 - NGA : 110-16368 .
|          |
| Le phare |

|         |
| Le port |

### Lien connexe
- Liste des phares du Belize